# Pogotowie gazowe
Pogotowie gazowe – specjalnie powołany zespół pracowników zakładu gazowniczego, mający na celu podjęcie działań w nagłych przypadkach ulatniania się gazu ziemnego w miejscach do tego nieprzeznaczonych. Zgodnie z ustawą Prawo o ruchu drogowym, służba ta może używać niebieskich świateł ostrzegawczych (posiada uprzywilejowanie w ruchu drogowym na tych samych zasadach jak straż pożarna, policja, pogotowie ratunkowe itp.) za zezwoleniem MSWiA ze względu na bezpieczeństwo ludności. Pogotowie gazowe w Polsce obsługiwane jest przez numer alarmowy 992 oraz międzynarodowy numer 112. Struktury terenowe służby ustala Polska Spółka Gazownictwa będąca własnością Skarbu Państwa.